# Huang Liping
Huang Liping (Wuhan, 1972) é um ex-ginasta e atual árbitro de ginástica da China.
A carreira de Huang se iniciou em 1978. Em 1985, entrou para a equipe de Hubei e foi chamado para a seleção nacional no ano seguinte. No Campeonato Chinês de Ginástica Artística de 1996, venceu as provas de barra fixa, barras paralelas, equipe e individual geral. Em 1994, foi campeão por equipes e das parelelas no Campeonato Mundial de Brisbane/Dortmund. No ano seguinte, no Mundial de Sabae, venceu a prova coletiva e foi medalhista de prata nas barras paralelas, após ser superado pelo bielorrusso Vitaly Scherbo. Huang encerrou a carreira após os Jogos Olímpicos de Atlanta, nos quais conquistou sua única medalha olímpica, a prata na prova por equipes. Na outra final que disputou, saiu como o sexto colocado das barras paralelas.[carece de fontes?]
Após se aponsentar, foi convidado a ocupar o cargo de técnico da seleção nacional de ginástica artística, substituindo Li Ning, o primeiro medalhista olímpico da China.[carece de fontes?] Nos Jogos de Pequim, fez o Juramento do Árbitro.